# Côtes-d'Armor
Le Côtes-d'Armor (o Coste d'Armore in italiano anche; Aodoù-an-Arvor in bretone), sono un dipartimento bretone della Francia, parte della regione Bretagna (Breizh in bretone, Bretagne in francese). Confina con i dipartimenti dell'Ille-et-Vilaine/Il-ha-Gwilen a est, del Morbihan a sud e del Finistère/Penn-ar-Bed a ovest. A nord è bagnato dal Canale della Manica.
Le principali città, oltre al capoluogo Saint-Brieuc/Sant-Brieg, sono Dinan, Guingamp/Gwengamp, Lannion/Lannuon, Loudéac/Loudieg, Perros-Guirec/Perroz-Gireg, Lamballe/Lambal e Paimpol/Pempoull.

## Storia
Il dipartimento fu creato nel 1790 e nominato allora "Côtes du Nord" (Coste del Nord). Il territorio del dipartimento copre approssimativamente quelli delle contee di Penthièvre/Penteur e di Trégor che costituirono nell'alto medioevo il reame di Dumnonia. Il nome attuale fu introdotto nel 1990.